# Maurice Meuleman
Maurice Meuleman (Mere, Erpe-Mere, Flandes Oriental, 18 d'abril de 1934 - Haaltert, 22 de desembre de 1998) va ser un ciclista belga que fou professional entre 1958 i 1964. En el seu palmarès destaca la victòria al Gran Premi d'Isbergues de 1958 i l'A través de Flandes de 1961.

## Palmarès
- 1956
  - Vencedor d'una etapa a la Volta a Bèlgica amateur
- 1958
  - 1r al Gran Premi d'Isbergues
  - Vencedor d'una etapa al Tour del Sud-est
- 1959
  - 1r a l'Elfstedenronde
- 1960
  - Vencedor d'una etapa al Tour del Nord
- 1961
  - 1r a l'A través de Flandes i vencedor d'una etapa
  - Vencedor d'una etapa a la Volta a Suïssa